# Bethaniaklooster

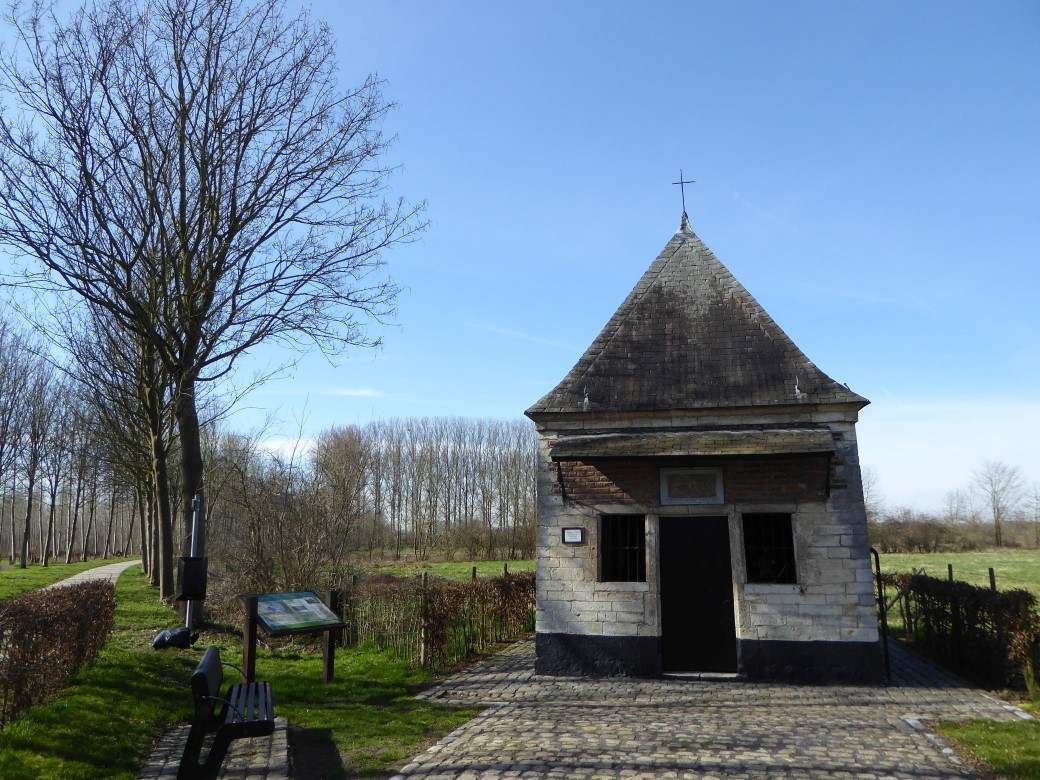
Bethaniakapel

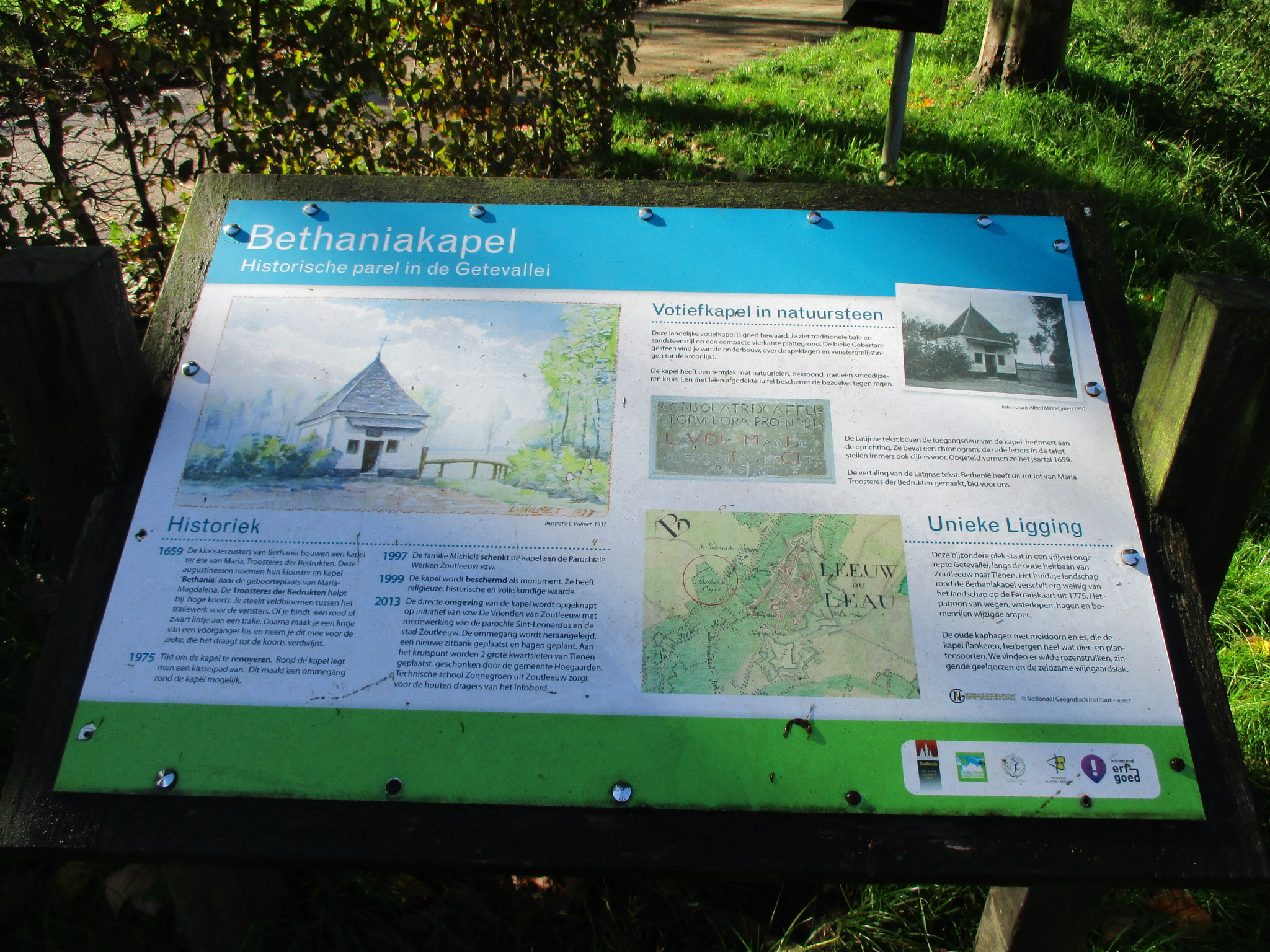
Infobord bij de Bethaniakapel

Het Bethaniaklooster is een voormalig klooster van reguliere kanunnikessen van Sint-Augustinus in Zoutleeuw. Van dit klooster resten enkel een schuur en een votiefkapel.

## Geschiedenis
Het klooster werd gesticht in 1478 vanuit het klooster van Lens-Saint-Remy en het werd gewijd aan Sint-Maria-Magdalena. In 1584, tijdens de godsdienstoorlogen, vonden de zusters van het Leeuwse klooster van de Zeven Smarten ten Bossche er onderdak toen hun eigen klooster was verwoest. Het klooster aan de rand van de middeleeuwse stadskern vormde op haar hoogtepunt een gemeenschap met 44 zusters. Het klooster werd opgeheven in 1796 onder het Frans bewind en te koop gesteld. Op 26 september 1798 gingen de goederen van Bethania over naar Arnoldus Leonardus Coenen.

## Restanten
Enkel de ingevallen schuur van het klooster blijft over. De Bethaniënschuur is beschermd als monument. Bij een noodopgraving in 2001 werden restanten van de 15e-eeuwse kloostermuur, een open steenbakkersatelier en een veldoven gevonden. Verder is er de eveneens beschermde Bethaniakapel in Helen-Bos. Deze landelijke kapel werd in 1659 opgetrokken in de Getevallei in opdracht van de zusters van het Bethaniaklooster. Het gaat om een vierkanten kapel in bak- en zandsteen onder een tentdak.